# Courant équatorial sud

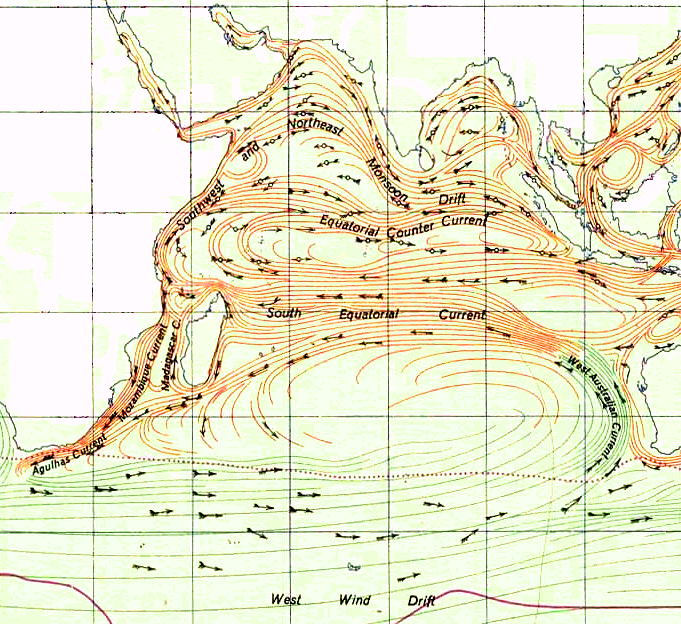
Le courant équatorial sud au sein de la gyre océanique.

Le courant équatorial sud est un courant marin chaud que l'on trouve dans l'océan Indien, l'océan Atlantique et l'océan Pacifique. Il s'écoule d'est en ouest entre l'équateur et le 20e parallèle sud.
Dans l'océan Indien, il s'écoule d'est en ouest depuis l'Australie jusqu'aux côtes malgaches. Il constitue, avant de subdiviser en deux au niveau des Mascareignes, la partie nord de la gyre de l'Océan Indien. Après s'être séparé en deux, la partie du courant qui se dirige vers le sud, et qui prend alors le nom de courant est malgache, rejoint le courant des Aiguilles.

## Sources